# Koble
Koble so naselje v Občini Slovenske Konjice.